# Sept Jours (film)
Pour plus de détails, voir Fiche technique et Distribution.
Sept Jours (titre italien : Sette Giorni) est un film italo-suisse réalisé par Rolando Colla et sorti le 1er octobre 2016 lors du festival du film de Zurich. Le film est également diffusé sur la chaine Arte comme téléfilm sous le titre Les Sirènes de Levanzo.

## Synopsis
Ivan, un botaniste français, vient sur l'île de Levanzo, au large de la Sicile, pour organiser le mariage de son frère Richard, ex-toxico à la santé fragile, qui sera célébré une semaine plus tard. Sur place, il rencontre Chiara, une amie de la mariée qui est venue de Pise. Entre eux, l'attirance est irrésistible. Mais Chiara vit en couple et Ivan ne souhaite pas s'engager.

## Fiche technique
- Titre : Sept Jours
- Titre alternatif : Les Sirènes de Levanzo
- Titre italien : Sette Giorni
- Réalisateur : Rolando Colla
- Scénario : Rolando Colla, Heloise Adam, Nicole Borgeat, Olivier Lorelle
- Musique : Bernd Schurer
- Photographie : Lorenz Merz
- Montage : Nicolas Chaudeurge et Rolando Colla
- Son : Jurg Lempen
- Décors : Luciano Cammerieri
- Costumes : Daniela Verdenelli
- Production : Elena Pedrazzoli, Emanuele Nespeca
- Sociétés de production : Peacock Film AG, Solaria film
- Pays de production :  Suisse,  Italie
- Langues originales : français, Italien
- Format : couleur — 35 mm
- Genre : drame
- Durée : 96 minutes
- Dates de sortie :
  - Suisse : 1er octobre 2016 (Festival du film de Zurich)
  - Italie : 24 août 2017

## Distribution
- Bruno Todeschini : Ivan
- Alessia Barela : Chiara
- Gianfelice Imparato : Stefano, le compagnon de Chiara
- Aurora Quattrocchi : Giuseppina
- Marc Barbé : Richard, le frère d'Ivan
- Linda Olsansky : Francesca, la compagne de Richard
- Fabrizio Pizzuto : Luigi
- Benedetto Raneli : Antonio
- Renato Lenzi : le gardien du cimetière
- Catriona Guggenbühl : Gertrud
- Christine Citti : Isabelle, l'ex-compagne d'Ivan
- Armen Godel : le père d'Ivan et Richard
- Laurence Montandon : la mère d'Ivan et Richard
- Fiorella Campanella : Patti, la fille de Chiara

## Diffusion télévisuelle
Le film est diffusé sur Arte le 3 novembre 2017 ainsi qu'en juillet 2020 en tant que téléfilm sous le titre : Les Sirènes de Levanzo,.